# Staig
Staig è un comune tedesco di 3 202 abitanti, situato nel land del Baden-Württemberg.